# 岡本佐和子
岡本 佐和子（おかもと さわこ、1982年4月16日- ）は、昭和プロダクションに所属する気象予報士、防災士。かつては日本気象協会関西支社に所属していた。

## 出演番組

### 過去
- ならナビ （NHK奈良放送局、2008年度）
- お元気ですか日本列島 （NHK大阪放送局、2012年10月12日、2013年1月25日）
- 情報まるごと（NHK大阪放送局、2013年5月30日）
- ニューステラス関西 （NHK大阪放送局、2009年4月 - 2014年3月28日）
- ゆうドキッ! （奈良テレビ放送、2019年4月 - 2020年3月）